# Ontwikkelingsgemeenschap van Zuidelijk Afrika
De Ontwikkelingsgemeenschap van Zuidelijk Afrika (Engels: Southern African Development Community, SADC), Frans: Communauté de développement d’Afrique australe, CDAA) is een intergouvernementele organisatie van 16 Zuid-Afrikaanse landen. Het doel van de organisatie is socio-economische en politieke samenwerking en integratie van de verschillende lidstaten.

## Lidstaten
Anno 2022 telt de SADC 16 lidstaten:
| Land           | Toetreding                                       | Oppervlakte (km2) | Bevolking  | BBP (miljard USD) | BBP per capita | Opmerkingen |
| -------------- | ------------------------------------------------ | ----------------- | ---------- | ----------------- | -------------- | --- |
| Angola         |                                                  | 1,246,700         | 32,866,268 | $62.3             | $1,895.77      | |
| Botswana       |                                                  | 582,000           | 2,351,625  | $15.8             | $6,710.99      | |
| Comoren        | 2017                                             | 2,235             | 869,595    | $1.2              | $1,402.60      | De Comoren werden in 2017 op de 37ste SADC Summit of Heads of State and Government in Pretoria, Zuid-Afrika toegelaten tot de SADC |
| Congo-Kinshasa | 8 september 1997                                 | 2,344,858         | 89,561,404 | $49.9             | $556.81        | |
| Lesotho        |                                                  | 30,355            | 2,142,252  | $1.8              | $861.01        | |
| Madagaskar     | 18 augustus 2005 – 2009 en sinds 30 januari 2014 | 587,295           | 27,691,019 | $13.7             | $495.49        | Lidmaatschap hersteld op 30 januari 2014 na een schorsing door de 2009 politieke crisis.                                           |
| Malawi         |                                                  | 118,484           | 19,129,955 | $12               | $625.29        | |
| Mauritius      | 28 augustus 1995                                 | 1,969             | 1,265,740  | $10.9             | $8,622.68      | |
| Mozambique     |                                                  | 801,590           | 31,255,435 | $14               | $448.61        | |
| Namibië        | 21 maart 1990                                    | 824,268           | 2,540,916  | $10.7             | $4,211.05      | |
| Seychellen     | 8 september 1997 - 1 juli 2004 en sinds 2008     | 456               | 98,462     | $1.1              | $11,425.09     | |
| Swaziland      |                                                  | 17,363            | 1,160,164  | $4                | $3,415.46      | |
| Tanzania       |                                                  | 947,303           | 59,734,213 | $62.4             | $1,076.47      | |
| Zambia         |                                                  | 752,612           | 18,383,956 | $19.3             | $1,050.92      | |
| Zimbabwe       |                                                  | 390,757           | 14,862,927 | $16.7             | $1,128.21      | |
| Zuid-Afrika    | 30 augustus 1994                                 | 1,221,037         | 59,308,690 | $301.9            | $5,090.72      | |

Burundi heeft een aanvraag ingediend om toe te treden tot de SADC.